# Intelsat 19
O Intelsat 19 (IS-19) é um satélite de comunicação geoestacionário que foi construído pela Space Systems/Loral (SS/L). Ele está localizado na posição orbital de 166 graus leste e é de propriedade da Intelsat, empresa sediada atualmente em Luxemburgo. O satélite foi baseado na plataforma LS-1300 e sua expectativa de vida útil é de 15 anos.

## Lançamento
O satélite foi lançado com sucesso ao espaço no dia 1 de junho de 2012, às 05:22 UTC, por meio de um veículo Zenit-3SL a partir da plataforma de lançamento marítima do Sea Launch, a Odyssey. Ele tinha uma massa de lançamento de 5.600 kg.

## Falha de implantação dos painéis solares
A Intelsat anunciou em junho de 2012, que o painel solar do sul do satélite não foi implantado corretamente.

## Capacidade e cobertura
O Intelsat 19 é equipado com 24 transponders em banda C e 34 em banda Ku para fornecer serviços de telecomunicações e com maior distribuição de conteúdo em toda a região da Ásia-Pacífico com alcance do oeste dos Estados Unidos, Austrália e Nova Zelândia. Os dados recebidos a partir do satélite indicam que o painel solar sul está danificado, e que a energia disponível para o satélite está reduzida.